# 금릉초등학교 (경기)
금릉초등학교는 대한민국 경기도 파주시에 있는 공립 초등학교이다.

## 학교 연혁
- 2005년 3월 1일 금릉초등학교 개교 (29학급)
- 2005년 3월 1일 병설유치원 개원(1학급)
- 2005년 3월 1일 초대 방정자 교장 취임
- 2006년 3월 1일 특수학급 1학급 인가
- 2012년 3월 1일 병설 유치원 3학급 편성
- 2015년 2월 13일 제10회 졸업 (총 2,000명)
- 2015년 3월 1일 병설유치원 3학급 편성
- 2015년 3월 1일 42학급 편성(특수학급 1 포함)
- 2019년 9월 1일 제5대 채복식 교장 취임

## 참고 자료
- 금릉초등학교 - 한국교육학술정보원 학교알리미